# 国有企业改革
国有企业改革，是指中华人民共和国自改革开放以来对国有企业的形态，股权结构和基本制度进行的改革。计划经济时期，中国对国有企业实行“收支两条线”，国家为企业提供原材料并制定统一的生产计划，企业得到的利润统一上缴给国家，最后产品又由国家统一分配，企业没有生产经营自主权。国有企业改革在初期主要体现为增强企业的自主权，后期体现为国有企业治理结构和所有制的改革。

## 历史发展
1979年7月，以“放权让利”为重点的企业改革在全国范围内正式开始。 国有企业改革初期，国家推行企业利润留成制度和工业经济责任制，打破了原有的高度集中管理体制，一定程度上调动了企业的生产积极性。
1983年初国家实行“利改税”政策，将国有企业财政缴款中的上缴利润改为缴纳所得税，是国家参与国有企业纯收入分配的一种改革。
1986年，国家在试点的基础是全面实行承包经营责任制和厂长负责制，承包责任制是利改税之后推行的改革措施，按照所有权与经营权分离的原则，企业与国家签订承包合同，企业保证完成承包合同规定的上缴税利指标，保证完成国家规定的技术改造任务，工资总额与实现利税挂钩。厂长作为企业的主要负责人和法人代表，对企业的全部经济活动负全责的企业领导。
1986年，股份制试点在国有中小企业中开展起来，试点主要以企业内部职工为股东进行。通过股份制改革，改善了承包责任制包盈不包亏，企业过度追求短期效益的现象。
1993年，十四届三中全会明确指出国有企业改革的方向是建立现代企业制度。中國九五期間當局又提出三改一加强（国有企业改革與改组、改造、加强管理结合起来）。之后建立健全现代企业制度成为国有企业改革的主旋律，国有企业進入了新階段。